# 葫芦优蛛
葫芦优蛛（学名：Eustala cucurbitoria）为园蛛科优蛛属的动物。在中国大陆，分布于云南、海南、广西等地。该物种的模式产地在云南、海南白马村、广西南宁。